# ژاک بار
ژاک بار (انگلیسی: Jacques Bar؛ ‏ ۱۲ سپتامبر ۱۹۲۱ – ۱۹ ژانویهٔ ۲۰۰۹) تهیه‌کننده فیلم اهل فرانسه بود که در تولید بیش از ۸۰ فیلم مشارکت داشت.
از فیلم‌ها یا مجموعه‌های تلویزیونی که وی در آن‌ها نقش داشته‌است، می‌توان به جزیره اسرارآمیز، کنت مونت کریستو، جان سپردن، خانه شادی، هر شماره‌ای می‌تواند برنده باشد، مؤسسه ریکوردی و ولگردها اشاره نمود.